# Sudoeste/Octogonal
Sudoeste/Octogonal, amtlich portugiesisch Região Administrativa de Sudoeste/Octogonal (RA XXII), ist eine Verwaltungsregion  mit 53.000 Einwohnern rund 5 km westlich vom Stadtzentrum Brasílias im brasilianischen Bundesdistrikt. Die Verwaltungsregion grenzt an Plano Piloto, SIA und Cruzeiro an.
Die Verwaltungsregion wurde 2003 aus der Verwaltungsregion Cruzeiro ausgegliedert. Die Verwaltungsregion teilt sich in die beiden Siedlungen Sudoeste und Octogonal auf und grenzt an den Stadtpark Parque da Cidade Dona Sarah Kubitschek an.

## Verwaltung
Administrator der Verwaltungsregion ist Paulo Henrique Ramos Feitosa.